# Alpiscorpius dinaricus
Espèce
Synonymes
- Euscorpius germanus dinaricus Caporiacco, 1950
- Euscorpius mingrelicus dinaricus Caporiacco, 1950
- Euscorpius beroni Fet, 2000

Alpiscorpius dinaricus est une espèce de scorpions de la famille des Euscorpiidae.

## Distribution
Cette espèce se rencontre dans le Sud de la Bosnie-Herzégovine, au Monténégro et dans le Nord de l'Albanie.

## Description
Le mâle décrit par Tropea en 2021 mesure 27,50 mm et la femelle 28,51 mm. Alpiscorpius dinaricus mesure de 26 à 29 mm.

## Systématique et taxinomie
Cette espèce a été décrite sous le protonyme Euscorpius germanus dinaricus par Caporiacco en 1950. Elle est considérée comme une sous-espèce de Euscorpius mingrelicus par Fet et Sissom en 2000. Elle suit son espèce dans le genre Alpiscorpius en 2019. Elle est élevée au rang d'espèce par Tropea en 2021 qui dans le même temps place Euscorpius beroni en synonymie.

## Étymologie
Son nom d'espèce lui a été donné en référence au lieu de sa découverte, les Alpes dinariques.

## Publication originale
- Caporiacco, 1950 : « Le specie e sottospecie del genere Euscorpius viventi in Italia ed in alcune zone confinanti. » Atti della Accademia nazionale dei Lincei, sér. 8, vol. 2, no 4, p. 159-230.